# National Library of Scotland
The National Library of Scotland (gaelico scozzese: Leabharlann Nàiseanta na h-Alba; scots: Naitional Leebrar o Scotland; ital.: Biblioteca Nazionale della Scozia) è la biblioteca nazionale e deposito librario legale della Scozia, che raccoglie e conserva tutte le pubblicazioni scozzesi e una delle Collezioni Nazionali della Scozia. È ospitata da un complesso di edifici a Edimburgo, nel centro della città. Il quartier generale si trova presso il George IV Bridge, tra Old Town e l'Università di Edimburgo. Esiste inoltre un ulteriore edificio, più recente (anni 1980) nel quartiere residenziale meridionale della città, al Causewayside, che fu costruito per ospitare alcune collezioni specialistiche (per es., la biblioteca delle mappe, la biblioteca scientifica) e fornire inoltre altro spazio di conservazione e immagazzinamento.
La Biblioteca ospita 7 milioni di libri, 14 milioni di articoli stampati e oltre 2 milioni di carte geografiche e mappe. La collezione include copie della Bibbia di Gutenberg, la lettera che Charles Darwin allegò al suo manoscritto de L'origine delle specie, il First Folio di Shakespeare e numerosi giornali, bollettini, riviste e altre pubblicazioni in stampa.